# Morgan Amalfitano
Morgan Amalfitano (* 20. März 1985 in Nizza, Frankreich) ist ein französischer ehemaliger Fußballspieler. Sein jüngerer Bruder Romain war ebenfalls Fußballspieler.

## Karriere

### CS Sedan (2004–2007)
Morgan begann seine Karriere beim Verein CS Sedan, wo er im ersten Jahr an 26 Ligaspielen teilnahm. In der Saison 2005/06 bestritt er 34 Ligaspiele, wobei er, wie im Vorjahr, kein Tor schoss. 31 Ligaspiele bestritt er in der Saison 2006/07. Seine letzte Saison beim Verein war 2007/08, wo er an 36 Ligaspielen teilnahm, jedoch, wie die ganzen vier Jahren kein Tor erzielen konnte.

### FC Lorient (2008–2011)
In der Saison 2008/09 unterschrieb er einen Vertrag beim Verein FC Lorient, wo er für drei Jahre unter Vertrag stand. In seinem ersten Jahr bestritt er 35 Ligaspiele, wovon er drei Mal ins Tor traf. In der nächsten Saison absolvierte er 37 Ligaspiele und erzielte sechs Tore. In seiner letzten Saison absolvierte er 38 Ligaspiele und schoss fünf Tore.

### Olympique Marseille (2012–2014)
Am 7. Juli 2011 unterschrieb er einen Vertrag beim Verein Olympique Marseille, wo er am 27. Juli sein Debüt gab. In der Saison 2011/12 nahm er an weiteren 32 Ligaspielen teil, wobei er einmal ins Tor schießen konnte. In der Saison 2013/14 war er für eine Spielzeit an den Verein West Bromwich Albion ausgeliehen. Dort bestritt er 26 Ligaspiele bestritt und erzielte vier Tore.

### Restliche Karriere
Seit der Saison 2014/15 ist er beim Verein West Ham United unter Vertrag.

## Erfolge
- Französischer Fußball-Supercup: 2011